# John Hanson McNeill
John Hanson McNeill, född 12 juni 1815 i närheten av Moorefield, Virginia (nuvarande West Virginia), död 10 november 1864 i Harrisonburg, Virginia, var en framgångsrik konfedererad officer i sydstatsarmén under det amerikanska inbördeskriget. Välkänd både i nord och syd för sina operationer bakom unionsarméns linjer. 
McNeill föddes i Hardy County, Virginia (nu West Virginia). Han flyttade 1848 till Boone County, Missouri med fru och tre barn för att starta en ranch.
1861 tar han värvning i sydstatsarmén och var med i flera slag och steg i graderna. Han blev krigsfånge den 15 juni 1862. Han flydde till Richmond, där han blev kapten. Den 5 september 1862 fick han i order att leda bushwhackerstruppen McNeill's Rangers. De förstörde bland annat 16 järnvägsbroar. Vid en attack mot en bro vid Mount Jackson, Virginia blev han dödligt sårad den 3 oktober 1864. Han dog den 10 november 1864 i Harrisonburg, Virginia. Jesse Cunningham McNeill tog över befälet av McNeill's Rangers efter sin far.